# Leszek Wencel
Leszek "Leo" Wencel– polski biznesmen związany z przemysłem spożywczym i organizacjami sportowymi, wieloletni prezes i dyrektor generalny Nestlé Polska i Kraje Bałtyckie oraz Nestlé Italy. Członek Zarządu Polskiego Związku Piłki Siatkowej.

## Życiorys
Leszek Wencel jest absolwentem Politechniki Śląskiej i Międzynarodowej Szkoły Biznesu na Uniwersytecie Warszawskim. Ukończył również liczne kursy rozwojowe Marketing marki, Finanse dla menedżerów niefinansowych, Kursy przywództwa w biznesie, Store Wars (INSEAD), Zarządzanie kryzysowe, Program rozwoju kadry kierowniczej wyższego szczebla (USA Arrowood Bestfoods), Zarządzanie zasobami firmy (IMD Szwajcaria), Seminarium Leadership at Nestlé (Nestlé-Rive-Reine), The Google Transformation Masterclass for C-Suites (London Google).
Na przełomie lat 80. i 90. Wencel był wykładowcą zarządzania na Politechnice w Tampere. W latach 1991–1999 pracował w międzynarodowych firmach branży FMCG w Polsce, Rosji i Finlandii. W 1999 r. rozpoczął pracę w Nestlé Polska, obejmując stanowiska członka zarządu spółki i dyrektora działu produktów kulinarnych (m.in. strategia marki Winiary). W koncernie Nestlé odpowiadał za zarządzanie kategorią wyrobów kulinarnych na rynkach Europy Środkowo-Wschodniej. W 2003 r. został Prezesem Nestlé na Ukrainie i Mołdawii. W latach 2006–2009 był Prezesem Zarządu w Nestlé Polska i Kraje Bałtyckie, a w 2009 r. został powołany na stanowisko prezesa zarządu i szefa rynku Nestlè Italy.
Leszek Wencel był siatkarzem klubu BBTS Bielsko-Biała w latach 1974-1978, gdzie jego trenerem w był m.in. Wiktor Krebok. W swojej karierze zawodowej Wencel był zaangażowany w sponsoring sportowy. Z jego inicjatywy powstał projekt „Winiary Kalisz”, sponsorowany przez Nestlé Polska. Kobieca drużyna siatkarska „Winiary Kalisz” zdobyła w sezonie 2004/2005 Mistrzostwo Polski oraz Puchar Polski, a następnie wzięła udział w europejskich rozgrywkach. Wencel jest członkiem zarządu Polskiego Związku Piłki Siatkowej (PZPS) oraz kandydatem z ramienia Polskiego Związku Piłki Siatkowej na stanowisko prezydenta Europejskiej Konfederacji Siatkówki (CEV).
Jest żonaty, ma dwie córki. Biegle mówi po włosku, angielsku, niemiecku, fińsku i rosyjsku.